# Ли (Флорида)
Ли (англ. Lee) — муниципалитет, расположенный в округе Мадисон (штат Флорида, США) с населением в 352 человека по статистическим данным переписи 2000 года.

## География
По данным Бюро переписи населения США муниципалитет Ли имеет общую площадь в 3,11 квадратных километров, водных ресурсов в черте населённого пункта не имеется.
Муниципалитет Ли расположен на высоте 27 м над уровнем моря.

## Демография
По данным переписи населения 2000 года в Ли проживало 352 человека, 92 семьи, насчитывалось 130 домашних хозяйств и 154 жилых дома. Средняя плотность населения составляла около 113,18 человека на один квадратный километр. Расовый состав населённого пункта распределился следующим образом: 95,45 % белых, 2,84 % — чёрных или афроамериканцев, 0,28 % — коренных американцев, 0,28 % — азиатов, 1,14 % — представителей смешанных рас, Испаноговорящие составили 2,56 % от всех жителей.
Из 130 домашних хозяйств в 34,6 % воспитывали детей в возрасте до 18 лет, 52,3 % представляли собой совместно проживающие супружеские пары, в 16,2 % семей женщины проживали без мужей, 28,5 % не имели семей. 26,2 % от общего числа семей на момент переписи жили самостоятельно, при этом 12,3 % составили одинокие пожилые люди в возрасте 65 лет и старше. Средний размер домашнего хозяйства составил 2,71 человек, а средний размер семьи — 3,13 человек.
Население муниципалитета по возрастному диапазону по данным переписи 2000 года распределилось следующим образом: 30,7 % — жители младше 18 лет, 5,4 % — между 18 и 24 годами, 28,7 % — от 25 до 44 лет, 22,2 % — от 45 до 64 лет и 13,1 % — в возрасте 65 лет и старше. Средний возраст жителей составил 37 лет. На каждые 100 женщин в Ли приходилось 96,6 мужчин, при этом на каждые сто женщин 18 лет и старше приходилось 101,7 мужчин также старше 18 лет.
Средний доход на одно домашнее хозяйство составил 26 250 долларов США, а средний доход на одну семью — 26 875 долларов. При этом мужчины имели средний доход в 33 750 долларов США в год против 21 875 долларов среднегодового дохода у женщин. Доход на душу населения составил 26 250 долларов в год. 19,8 % от всего числа семей в населённом пункте и 26,5 % от всей численности населения находилось на момент переписи населения за чертой бедности, при этом 46,2 % из них были моложе 18 лет и 12,8 % — в возрасте 65 лет и старше.